# Scomber colias
Scomber colias is een straalvinnige vissensoort uit de familie van makrelen (Scombridae). De wetenschappelijke naam van de soort is voor het eerst geldig gepubliceerd in 1789 door Gmelin.